# Robert Hay-Drummond, 10. Earl of Kinnoull

Wappen des Robert Hay-Drummond, 10. Earl of Kinnoull

Robert Auriol Hay-Drummond, 10. Earl of Kinnoull PC (* 18. März 1751; † 19. April 1804 auf Dupplin Castle, Perthshire) war ein britischer Peer und Lord Lyon King of Arms.

## Leben
Er war der älteste Sohn des anglikanischen Erzbischofs von York Robert Hay-Drummond (1711–1776) aus dessen Ehe mit Henrietta Auriol († 1763). Sein Vater war der zweite Sohn des George Henry Hay, 8. Earl of Kinnoull (1689–1758). Seine Mutter war die Erbtochter des Londoner Kaufmanns Peter Auriol.
Er absolvierte eine juristische Ausbildung und wurde im Januar 1775 von der Anwaltskammer Lincoln’s Inn als Barrister zugelassen.
Von seinem Vater erbte er 1776 insbesondere die Güter Brodsworth in Yorkshire und Cromlix und Innerpeffray in Perthshire. Beim Tod seines Onkels Thomas Hay, 9. Earl of Kinnoull, der keine Kinder hinterließ, erbte er am 27. Dezember 1787 dessen schottische Adelstitel als 10. Earl of Kinnoull, 10. Viscount of Dupplin und 10. Lord Hay of Kinfauns sowie dessen britischen Adelstitel als 3. Baron Hay of Pedwardine. Mit letzterem Titel war unmittelbar ein Sitz im britischen House of Lords verbunden.
1796 wurde er ins Privy Council aufgenommen und erhielt im selben Jahr das Staatsamt des Lord Lyon King of Arms womit er der Wappenkönig für Schottland war.

## Ehe und Nachkommen
Am 19. April 1779 heiratete er Julia Eyre, einzige Tochter des Anthony Eyre, Gutsherr von Grove in Nottinghamshire, die bereits am 29. März 1780 kinderlos starb.
Am 3. Juni 1781 heiratete er in zweiter Ehe Sarah Harley (1760–1837), Tochter und Coerbin des Hon. Thomas Harley (1730–1804), MP, Lord Mayor of London, Enkelin des Edward Harley, 3. Earl of Oxford and Earl Mortimer. Mit ihr hatte er zwei Söhne und zwei Töchter:
- Thomas Robert Hay-Drummond, 11. Earl of Kinnoull (1785–1866), ⚭ Louisa Burton Rowley († 1885), Tochter des Admiral Sir Charles Rowley, 1. Baronet;
- Hon. Francis John Hay-Drummond (1786–1810), Gutsherr von Cromlix, Ensign der Coldstream Guards;
- Lady Henrietta Hay-Drummond (1783–1854), ⚭ 1807 Henry Drummond (1786–1860), MP;
- Lady Sarah Maria Hay-Drummond († 1874), ⚭ 1811 George Murray (1784–1860), anglikanischer Bischof of Rochester.